# Many Integrated Core
Many Integrated Core, altrament coneguda com a MIC, és una arquitectura que ha estat dissenyada per Intel. Està dirigida a segments HPC (High Performance Computing) per investigar en tasques complexes com l'explotació petroliera, la investigació científica, anàlisis financers i la simulació climàtica entre molts altres.
El model que utilitza aquesta arquitectura és el coprocessador Intel Xeon Phi que va sortir a la venda el primer quadrimestre del 2013. És utilitzat conjuntament amb un o més processadors Intel Xeon de servidor. Està totalment orientat a sistemes que executen codi o programes amb molt de paral·lelisme. Les especificacions del model més potent capaç de generar fins a 1.2 TFlops de processament, són les següents:
- 61 nuclis (4 threads per nucli) amb freqüència que oscil·la entre 1 i 1.238Ghz
- 16GB de RAM amb una gran amplada de banda de 352GB/s

Aquesta arquitectura inclou els següents elements: els nuclis, amb la seva memòria cau, controlador de memòria, client pci-e i una interconnexió bidireccional en anell amb una gran amplada de banda. Cada nucli té la seva pròpia memòria cau de nivell 2 privada la qual és gestionada amb coherència gràcies a un directori d'etiquetes de distribució global. Els controladors de memòria i el client pci-e tenen accés directe a la memòria GDDR5 via el bus que ho interconnecta tot. Tots els elements estan interconnectats com es pot veure a la imatge.
Donada la seva eficiència, l'utilitzen supercomputadors. Uns quants d'aquests estan a la llista Green500. Al novembre de 2012, el supercomputador del National Institute for Computational Sciences a la universitat de Tennessee era a la primera posició de la llista i portava milers d'aquests coprocessadors. A la llista del Juny de 2014, el top 16 també utilitzava aquest coprocessador.